# Karate Kid 3
Karate Kid 3 (títol original en anglès: The Karate Kid, part III) és un pel·lícula nord-americana del 1989 dirigida per John G. Avildsen. És el tercer film de la saga Karate Kid. Ha estat doblada al català.

## Argument
John Kreese, propietari del Cobra Kai, ha estat vençut pel vell mestre Miyagi al final d'un rude combat. Humiliat per aquesta derrota, ha perdut els seus alumnes i s'ha arruïnat. Demana llavors ajuda al seu amic i riquíssim associat, el karateka Terry Silver, que li promet una venjança sobre Miyagi i el seu jove deixeble, Daniel. De retorn d'Okinawa, Daniel i Miyagi descobreixen que el seu immoble ha estat assaltat. Per evitar que el seu mestre, que era guardià de l'immoble, no quedi a l'atur, Daniel decideix invertir els diners dels seus estudis en un petit comerç. Els dos amics es reciclen així amb èxit amb la venda de bonsaïs. No obstant això, el temible John Kreese i el seu amic Silver no triguen a perturbar la seva plàcida existència.

## Repartiment
| Personatge       | Intèrpret             | Veu en català         |
| ---------------- | --------------------- | --------------------- |
| Daniel LaRusso   | Ralph Macchio         | Roger Pera            |
| M. Kesuke Miyagi | Pat Morita            | Carles Canut          |
| Terry Silver     | Thomas Ian Griffith   | Joan Carles Gustems   |
| Mike Barnes      | Sean Kanan            | José Posada           |
| Jessica Andrews  | Robyn Lively          | Núria Mediavilla      |
| John Kreese      | Martin Kove           | Jordi Royo            |
| Lucille LaRusso  | Randee Heller         | Rosalia Baños         |
| Snake            | Jonathan Avildsen     | Xavier Casan          |
| Dennis           | Christopher Paul Ford | Jaume Villanueva      |
| Àrbitre          | Pat E. Johnson        | Norbert Ibero         |
| Presentador      | Rick Hurst            | Enric Isasi-Isasmendi |
| Milos            | Jan Tříska            | Amadeu Aguado         |
| Johnny Lawrence  | William Zabka         | Sergi Zamora          |

## Producció

### Gènesi i desenvolupament
Jonathan Avildsen, el fill del director John G. Avildsen, va fer proves pel paper de Mike Barnes. Els resultats són positius però el paper li donen a Sean Kanan. El personatge de "Snake" Silver, el fill de Terry, és doncs escrit especialment per ell.

### Rodatge
El rodatge ha tingut lloc a Califòrnia: a Los Angeles, Santa Monica, Northridge, als estudis Warner Brothers de Burbank.

### Música
La música del film va ser composta per Bill Conti, que ja havia escrit la dels dos precedents lliuraments. No obstant això, l'àlbum comercialitzat per MCA conté principalment cançons interpretades sobretot per Glenn Medeiros o The Pointer Sisters.
1. Listen to Your Heart (interpretat per Little River Band) - 4:51
2. Under Any Moon (interpretat per Glenn Medeiros) - 3:47
3. This Could Take All Night (interpretat per Boys Club) - 4:40
4. I Can't Help Myself (When It Comes to You) (interpretat per Glenn Medeiros) - 4:21
5. The First Impression (interpretat per Jude Cole) - 3:34
6. Summer in the City (interpretat per The Despuntar Sisters) - 4:03
7. Out for the Count (interpretat per Winger) - 2:51
8. 48 Hours (interpretat per Pretty Boy Floyd) - 3:05
9. In a Trance (interpretat per Money Talks) - 3:47
10. Love Theme from the Karate Kid (compost per Bill Conti) - 4:11

## Nominacions
- Premis Razzie de 1990: pitjor pel·lícula, pitjor actor per Ralph Macchio, pitjor segon paper masculí per Pat Morita, pitjor director per John G. Avildsen i pitjor guió per Robert Mark Kamen

## SagaKarate Kid
- 1984: Karate Kid, de John G. Avildsen[6]
- 1986: The Karate Kid, Part II, de John G. Avildsen
- 1989: Karate Kid 3, de John G. Avildsen
- 1994: El nou Karate Kid, de Christopher Cain (Sense el personatge de Daniel LaRusso)
- 2010: Karate Kid, de Harald Zwart (remake)